# Únicos
Únicos es el cuarto álbum de estudio del cantante mexicano Siddhartha lanzado el 23 de septiembre de 2016. El disco cuenta con 10 canciones.
Los sencillos «Ser Parte» y «Tarde» alcanzaron Certificación Platino por la AMPROFON, por sus altas ventas el 21 de mayo y 21 de julio de 2020, respectivamente.

## Lista de canciones
Créditos adaptados de Apple Music.

| N.º   | Título                | Escritor(es)                                       | Duración |  |
| 1.    | «Ser Parte»           | Jorge Siddhartha González y Raúl Gerardo Velázquez | 4:17     |  |
| 2.    | «Tarde»               | Siddhartha                                         | 4:18     |  |
| 3.    | «Camuflaje»           | Siddhartha y Velázquez                             | 3:26     |  |
| 4.    | «Cámara»              | Siddhartha                                         | 3:48     |  |
| 5.    | «Una Noche Tranquila» | Siddhartha y Velázquez                             | 4:39     |  |
| 6.    | «Tus pupilas»         | Siddhartha                                         | 4:09     |  |
| 7.    | «A la Distancia»      | Siddhartha                                         | 4:05     |  |
| 8.    | «Únicos»              | Siddhartha                                         | 4:12     |  |
| 9.    | «Imán»                | Siddhartha y Velázquez                             | 3:38     |  |
| 10.   | «El chico»            | Siddhartha, Velázquez y Yamil Misael Rezc          | 6:00     |  |
| 42:34 |                       |                                                    |          |  |